# I Still Have Faith in You
»I Still Have Faith in You« (ali s poslovenjenim naslovom Še vedno verjamem vate) je prvi single švedske skupine ABBA z njihovega devetega studijskega albuma Voyage.
Aprila leta 2018 je skupina sporočila, da so posneli dve novi skladbi, prvič po 35 letih: »I Still Have Faith in You« in »Don't Shut Me Down«.
Single je izšel kot 7" mala vinilna plošča, glasbeni CD in v digitalni/pretočni obliki ob napovedi novega albuma 2. septembra 2021.
Pesem je bila posneta v RMV Studios, miksana v Mono Music Studios, masteriranje pa narejeno pri Cutting Room v Stockholmu.

## Seznam posnetkov
| CD              | CD                          | CD                       | CD      |
| Št.             | Naslov                      | Pisec                    | Dolžina |
| --------------- | --------------------------- | ------------------------ | ------- |
| 1.              | „I Still Have Faith in You‟ | B. Andersson, B. Ulvaeus | 5:08    |
| Skupna dolžina: | Skupna dolžina:             | Skupna dolžina:          | 5:08    |

## O pesmi
V baladi v 3/4 taktu Frida (glavni vokal) opisuje dolgoletno iskreno prijateljstvo in močne čustvene vezi med člani skupine ABBA, ki so jih spet pripeljale skupaj po 40 letih.
Glasbena spremljava v refrenu je zelo podobna pesmi »The Winner Takes It All«.
Del njene začetne melodije pa je avtor Benny že uporabil v instrumentalni skladbi »Kyssen« (slovensko: Poljub) v glasbi za švedski fantazijski film Cirkeln (slovensko: Krog) iz leta 2015.
Ko je Benny zaigral melodijo, sem vedel, da mora biti o nas.— Björn ob izidu pesmi, BBC, septembra 2021.

## Videospot
Predstavitveni glasbeni videospot prikazuje delčke arhivskih posnetkov s turnej skupine in prizore s snemanj videospotov starih uspešnic.
Prvič se v njem predstavijo člani skupine v novi digitalizirani podobi z avatarji (ali »ABBA-tarji«, kot jih je imenoval Björn) po izgledu s konca sedemdesetih let, kakršni bodo tudi nastopali na koncertih ABBA Voyage v Londonu.
Oblikovali in animirali so jih pri podjetju Industrial Light and Magic Georga Lucasa.
Video sta režirala Josh Barwick in Svana Gisla iz produkcijske hiše Aniara.
Posnetek na YouTubu je imel preko 4,4 milijona ogledov v prvih 24 urah po objavi.

## Sodelujoči

### ABBA
- Anni-Frid Lyngstad – glavni vokal
- Agnetha Fältskog – vokal
- Benny Andersson – klaviature, vokal
- Björn Ulvaeus – vokal

### Ostali glasbeniki
- Lasse Wellander – kitara
- Per Lindvall – baterija

### Stockholm Concert Orchestra
- Göran Arnberg – dirigent, orkestracija, klavir

- Andrej Power – prva violina
- Jannika Gustafsson – violina
- Daniel Migdal – violina
- Patrik Swedrup – violina
- Ylva Magnusson – violina
- Henrik Naimark – violina
- Daniel Frankel – violina
- Thomas Ebrelius – violina
- Andrej Nikolajev – violina
- Kristina Ebbersten – violina
- Danial Shariati – violina
- Oscar Treitler – violina

- James Opie – viola
- Jörgen Sandlund – viola
- Vidar Andersson Meilink – viola
- Petter Axelsson – viola
- Jonna Inge – viola
- Albin Uusijärvi – viola

- Andreas Lavotha – violončelo
- Louise Agnani – violončelo
- Anna Wallgren – violončelo
- Elemér Lavotha – violončelo
- Christina Wirdegren Alin – violončelo
- Josef Alin – violončelo
- Fred Lindberg – violončelo

- Johan Ahlin – rog
- Björn Olsson – rog
- Magnus Franzén – rog

- Mattias Normell – kontrabas
- Sara Buschkühl – kontrabas

### Produkcija
- Benny Andersson – producent, aranžer, miks
- Bernard Löhr – tonski mojster, miks
- Linn Fijal – asistent
- Björn Engelmann – masteriranje
- Baillie Walsh – oblikovanje

## Odziv
Pesem »I Still Have Faith in You« se je takoj po izidu uvrstila na lestvice največ poslušanih in najbolje prodajanih po svetu.
| Tedenske lestvice po državah (2021)          | Najvišja uvrstitev |
| -------------------------------------------- | ------------------ |
| Avstralija (ARIA)                            | 39                 |
| Avstralija (Australia Digital Song Sales)    | 3                  |
| Avstrija (Ö3 Austria Top 40)                 | 19                 |
| Belgija (Ultratop 50 Flanders)               | 24                 |
| Danska (Tracklisten)                         | 17                 |
| Finska (Suomen virallinen lista)             | 7                  |
| Hrvaška (ARC 100)                            | 17                 |
| Irska (IRMA)                                 | 18                 |
| Islandija (Plötutíðindi)                     | 38                 |
| Kanada (Hot Canadian Digital Song Sales)     | 9                  |
| Madžarska (Single Top 40)                    | 11                 |
| Nemčija (Official German Charts)             | 3                  |
| Nizozemska (Single Top 100)                  | 21                 |
| Norveška (VG-lista)                          | 13                 |
| Nova Zelandija (Hot 40 Singles)              | 6                  |
| Švedska (Sverigetopplistan)                  | 2                  |
| Švedska (Top 40 Songs)                       | 1                  |
| Švica (Schweizer Hitparade)                  | 6                  |
| Švica (Switzerland Digital Song Sales)       | 2                  |
| Združeno kraljestvo (Physical Singles Chart) | 1                  |
| Združeno kraljestvo (UK Singles OCC)         | 14                 |

| Globalne tedenske lestvice (2021)             | Najvišja uvrstitev |
| --------------------------------------------- | ------------------ |
| Airplay World Official Top 100 (Top40 Charts) | 9                  |
| Euro Digital Song Sales (Billboard)           | 2                  |
| Europe Official Top 100 (Top40 Charts)        | 8                  |
| Global 200 (Billboard)                        | 62                 |
| Web Top 100 (Top40 Charts)                    | 15                 |
| World Singles Official Top 100 (Top40 Charts) | 11                 |
| World Singles Top 40 (Acharts)                | 36                 |

| Regija        | Certifikacije     | Prodanih izvodov |
| ------------- | ----------------- | ---------------- |
| Švedska (GLF) | platinasta plošča | 8 000            |

### Nagrade
Single »I Still Have Faith in You« je bil nominiran za grammyja 2022 za posnetek leta, ki se podeljuje za nove komercialno izdane vokalne ali instrumentalne posnetke.
To je sploh prva nominacija skupine ABBA za nagrado grammy.